# Nuraghe Tittiriola

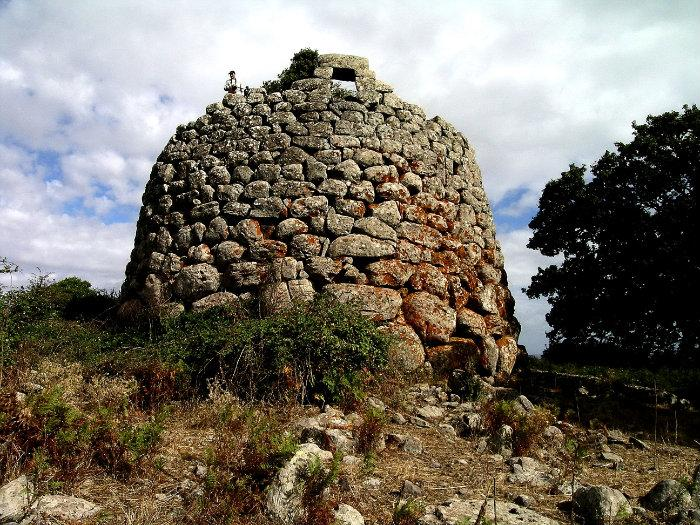
Nuraghe Tittiriola

Die Nuraghe Tittiriola liegt in einer Nuraghensiedlung mit Brunnenheiligtum, Dolmen und Gigantengrab am Rand eines Plateaus mit Blick auf das Tal des Rio Bardosu, bei Bolotana in der Provinz Nuoro auf Sardinien. Nuraghen sind prähistorische und frühgeschichtliche Turmbauten der Bonnanaro-Kultur (2200–1600 v. Chr.) und der nachfolgenden Nuraghenkultur (etwa 1600–400 v. Chr.) auf Sardinien.
Die Nuraghe Tittiriola ist eine einfache Tholos- oder Monoturmnuraghe (italienisch Monotorre) von etwa 14,0 m Durchmesser und einer Resthöhe von etwa 9,3 m, aus Reihen von Basaltblöcken erbaut. Der Zugang zur runden, etwas exzentrisch gelegenen Kammer ist etwa 1,1 m breit und 1,65 m hoch. Die Kammer hat drei Nischen, von denen die linke intern rechtwinkelig abgewinkelt ist. Über eine Treppe erreichte man früher die oberen Ebenen. Über dem Sturz des Eingangs ist eine Fensteröffnung sichtbar.
In der Nähe liegen der Steinkreis und die Nuraghe Ortakis.